# Erica straminea
Erica straminea är en ljungväxtart som beskrevs av Wendl. Erica straminea ingår i släktet klockljungssläktet, och familjen ljungväxter. Inga underarter finns listade i Catalogue of Life.